# Psoriasin
S100 calciumbindendes Protein A7 (S100A7), auch bekannt als Psoriasin, ist ein Protein aus der Gruppe der S-100-Proteine, das beim Menschen von dem Gen S100A7 kodiert wird.

## Funktion
S100A7 ist ein Mitglied der S100-Proteinfamilie und beinhaltet zwei calciumbindende EF-Hand-Motive. S100-Proteine sind im Cytoplasma und/oder Zellkern einer breiten Palette von Zellen lokalisiert und an der Regulation einer Reihe von zellulären Prozessen, wie dem Fortschreiten des Zellzyklus und der Zelldifferenzierung beteiligt. Die Gruppe der S100-Gene beinhaltet mindestens 13 Mitglieder, die in einem Cluster auf Chromosom 1q21 lokalisiert sind. S100A7 unterscheidet sich von den anderen S100-Proteinen mit bekannter Struktur dadurch, dass ihm die Möglichkeit zur Calciumbindung in einer EF-Hand am N-Terminus fehlt.
Das Protein fungiert zudem als ein prominentes antimikrobielles Peptid, hauptsächlich gegen Escherichia coli. Es wird von Epithelzellen der Haut sezerniert und wirkt als Schlüsselprotein gegen E. coli, indem es den Aufbau von dessen Zellmembranen stört. Das ist ein Grund dafür, dass es in Ländern mit schlechten Hygienebedingungen trotz häufigem Hautkontakt mit E. coli-Stämmen aus Fäkalien normalerweise nicht zu Infektionen kommt.
S100A7 ist hochgradig homolog zu S100A15 (Koebnerisin), unterscheidet sich aber in Genexpression, im Vorkommen im Gewebe und in der Funktion.

## Klinische Bedeutung
Dieses Protein ist deutlich überexprimiert in den Hautläsionen der Schuppenflechte, ist aber als Kandidat für familiäre Häufung dieser Krankheit ausgeschlossen. Ebenfalls ist die Serumkonzentration von Psoriasin bei Psoriasispatienten und Patienten mit anderen entzündlichen Dermatosen erhöht. Die Expression von Psoriasin wird in Hautverletzungen durch Aktivierung des EGF-Rezeptors induziert.

## Wechselwirkungen
Es konnte gezeigt werden, dass S100A7 mit COPS5, FABP5 und RANBP9 interagiert.
Es zeigt weiterhin Wechselwirkung mit RAGE (receptor of advanced glycated end products).